# Kompetencje społeczne (Polska Rama Kwalifikacji)

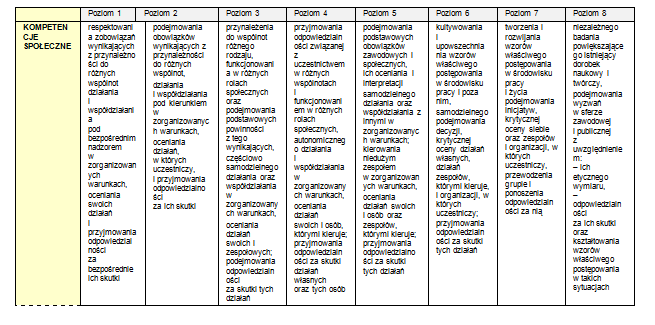

Kompetencje społeczne (ang. social competence) – rozwinięta w toku uczenia się zdolność kształtowania własnego rozwoju oraz autonomicznego i odpowiedzialnego uczestniczenia w życiu zawodowym i społecznym, z uwzględnieniem etycznego kontekstu własnego postępowania.
Definicja dotyczy rozumienia terminu kompetencje społeczne odniesionego do ram kwalifikacji (Europejskiej Ramy Kwalifikacji – ERK i Polskiej Ramy Kwalifikacji – PRK). Termin ten występuje także w innych znaczeniach w różnych dziedzinach nauki (np. w psychologii, socjologii, pedagogice). Nie należy mylić kompetencji społecznych z kompetencjami w ogóle. W odniesieniu do ram kwalifikacji (polskiej i europejskiej) kompetencje społeczne rozumie się jako szczególnego rodzaju kategorię kompetencji.
Definicja jest spójna z Zaleceniem Parlamentu Europejskiego i Rady z 23 kwietnia 2008 roku w sprawie ustanowienia europejskich ram kwalifikacji dla uczenia się przez całe życie.
Zgodnie z oficjalnym tłumaczeniem tego zalecenia kompetencje w ERK są rozumiane jako udowodniona zdolność stosowania wiedzy, umiejętności i zdolności osobistych, społecznych lub metodologicznych, okazywana w pracy lub nauce oraz w karierze zawodowej i osobistej; w ERK kompetencje określone są w kategoriach odpowiedzialności i autonomii.
W wersji angielskiej dla oznaczenia trzeciej kategorii efektów uczenia się (oprócz wiedzy i umiejętności) używany jest wyraz competence. Literalne jego tłumaczenie na język polski (‘kompetencja’) nastręczałoby wielu problemów – w języku polskim wiedza i umiejętności to również kompetencje.
Polska Rama Kwalifikacji – uniwersalne charakterystyki poziomów – kompetencje społeczne